# Bern-Mittelland (förvaltningsdistrikt)
Bern-Mittelland är ett förvaltningsdistrikt (Verwaltungskreis) tillhörande förvaltningsregionen Bern-Mittelland i kantonen Bern i Schweiz. Distriktet består av dalen mellan floderna Aare och Emme, några av Bernalperna och slätten runt huvudstaden Bern. Förvaltningsregionen med samma namn innehåller endast ett distrikt – distriktet Bern-Mittelland.
Distriktet skapades den 1 januari 2010 av de före detta amtbezirken Schwarzenburg, Seftigen, Konolfingen, Fraubrunnen, Bern och Laupen samt en kommun från distriktet Aarberg.

## Kommuner
Förvaltningsdistriktet omfattar 75 kommuner.
| - Allmendingen - Arni - Belp - Bern - Biglen - Bolligen - Bowil - Bremgarten bei Bern - Brenzikofen - Bäriswil - Deisswil bei Münchenbuchsee - Diemerswil - Ferenbalm - Fraubrunnen - Frauenkappelen - Freimettigen - Gerzensee - Grosshöchstetten - Guggisberg | - Gurbrü - Herbligen - Häutligen - Iffwil - Ittigen - Jaberg - Jegenstorf - Kaufdorf - Kehrsatz - Kiesen - Kirchdorf - Kirchlindach - Konolfingen - Kriechenwil - Köniz - Landiswil - Laupen - Linden - Mattstetten | - Meikirch - Mirchel - Moosseedorf - Muri bei Bern - Mühleberg - Münchenbuchsee - Münchenwiler - Münsingen - Neuenegg - Niederhünigen - Niedermuhlern - Oberbalm - Oberdiessbach - Oberhünigen - Oberthal - Oppligen - Ostermundigen - Riggisberg - Rubigen | - Rüeggisberg - Rüschegg - Schwarzenburg - Stettlen - Thurnen - Toffen - Urtenen-Schönbühl - Vechigen - Wald - Walkringen - Wichtrach - Wiggiswil - Wileroltigen - Wohlen bei Bern - Worb - Zollikofen - Zuzwil - Zäziwil |